# Buena Vista (Saskatchewan)
Pour les articles homonymes, voir Buena Vista.
Buena Vista est un village situé centre-sud de la province de Saskatchewan. Sa population est de 646 habitants au recensement de 2021. Il forme avec la ville voisine de Regina Beach une petite agglomération, sur la rive sud du lac de la Dernière-Montagne, . 

## Histoire
La municipalité est fondée en 1970 avec le statut de village de villégiature (Ressort Village) . Elle obtient en 1983 le statut de village. 

## Géographie
La route provinciale 54 la relie à Regina Beach à l'ouest et à la route provinciale 11 au sud en direction de Lumsden Beach (6 km), de Lumsden (20 km) et Régina (50 km). Elle fait face aux villages de Saskatchewan Beach et Kannata Valley situés sur la rive opposée du lac de la Dernière-Montagne.

## Démographie
| 1981 | 1986 | 1991 | 1996 | 2001 | 2006 | 2011 | 2016 | 2021 |
| ---- | ---- | ---- | ---- | ---- | ---- | ---- | ---- | ---- |
| 112  | 186  | 276  | 343  | 397  | 490  | 524  | 612  | 646  |